# Vinzenz Jakob von Zuccalmaglio

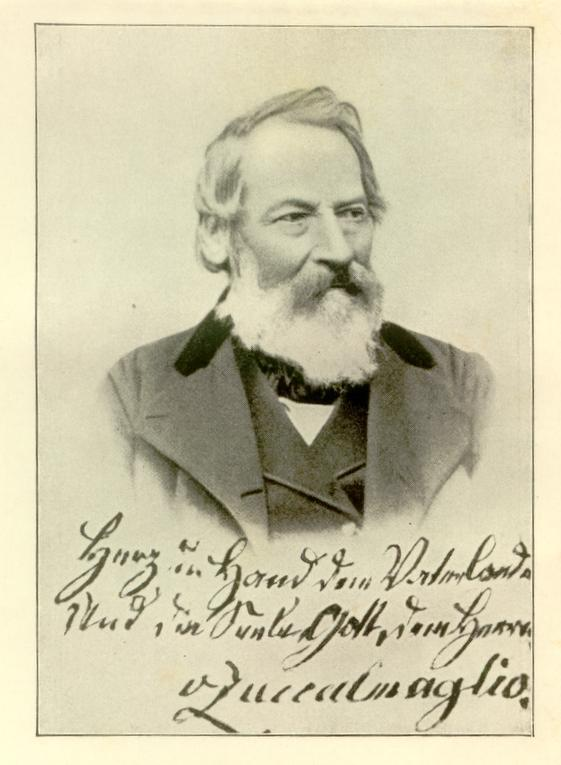
Bild Zuccalmaglios auf der Innenseite seiner 1927 veröffentlichten Memoiren Rückblicke und Bekenntnisse.

Vinzenz Jakob von Zuccalmaglio, genannt Montanus (* 26. Mai 1806 in Schlebusch, heute Stadtteil von Leverkusen; † 21. November 1876 in Grevenbroich) war ein deutscher Schriftsteller und Dichter.

## Leben
Zuccalmaglio wurde als drittältester Sohn des Juristen und Politikers Jakob Salentin von Zuccalmaglio und Clara Deycks geboren; zudem ist er der Bruder von Anton Wilhelm von Zuccalmaglio.

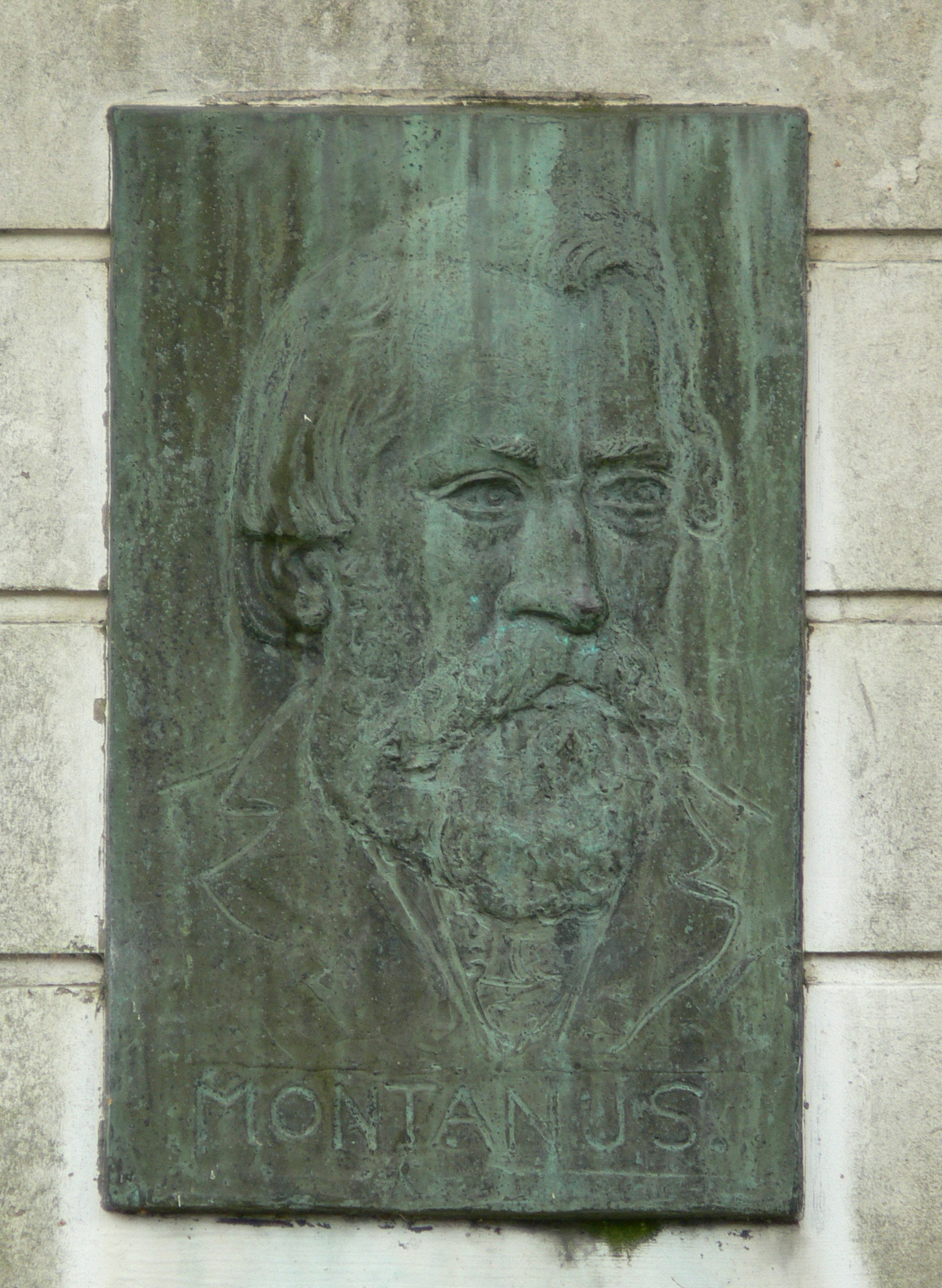
Büste von Vinzenz von Zuccalmaglio (Montanus) in der Montanusstraße in Burscheid.

Mit besten Noten erhielt er 1825 am Karmelitergymnasium in Köln das Zeugnis der Reife. Nach seiner militärischen Dienstzeit bei der 7. Artillerie-Brigade in Köln studierte er ab 1826 bis 1831 zusammen mit seinem Bruder Anton Wilhelm an der Universität Heidelberg. Gemeinsam gehörten sie der Heidelberger Burschenschaft an. Sein Bruder wandte sich den Rechts- und Staatswissenschaften zu, er selbst der einfachen Rechtswissenschaft. Anschließend siedelte er nach Paffrath um, wo er mit seiner Frau Gertrude, geborene de Caluwé, in Haus Blegge (genannt Blech) wohnte. In dieser Zeit betätigte er sich in Bensberg als Notariats-Kandidat in der Kanzlei des Justizrats Peter Joseph Hilt (1806–1886). Hier blieb er bis 1848. Danach wurde er selbst Notar in Hückeswagen und 1856 in Grevenbroich. In Grevenbroich war er zeitweise mit der Herausgabe der Grevenbroicher Zeitung (dem „Grevenbroicher Kreisblatt“) befasst. Weil sein Vater, Jacob Salentin von Zuccalmaglio, 1812 in Burscheid die Musicalische Academie gegründet hatte, berichteten er und sein Bruder Wilhelm viel über ihn und die Academie und standen zeitlebens mit ihr in Verbindung.
Montanus verfasste 75 Bücher, Broschüren und Theaterstücke.

## Familie
Vincenz von Zuccalmaglio heiratete am 22. Dezember 1835 Gertrude de Caluwé (* 23. November 1809 auf Haus Blegge (Haus Blech) in Paffrath; † 31. Mai 1891 in Grevenbroich), die Tochter des Gutsbesitzers Franz Wilhelm de Caluwé und Anna Maria de Caluwé, geborene Schmalzgrüber. Das Paar war bereits seit 1826 miteinander verlobt gewesen und hatte sechs Kinder:
1. Klara Wilhelmine (* 4. April 1836; † 1890) heiratete am 3. Mai 1856 den Rittmeister Friedrich Ewald Fomm.
2. Helena Kunigunde Edmunda Maria (* 8. November 1837; † 1922), heiratete am 31. Mai 1860 den späteren Justizrat Leopold Kamp.
3. Hermann Theodor Wilhelm (* 30. Juni 1841; † 27. Januar 1842).
4. Alberta Giesella Catharina (* 24. April 1843; † unbekannt) heiratete den Justizrat Vasen, Notar in Waxweiler.
5. Hermine Gertrud Maria Petronella (* 19. Dezember 1847; † 1930 in Grevenbroich) heiratete am 28. Oktober 1871 den Grevenbroicher Maschinenfabrikanten Dietrich Uhlhorn.
6. Maria Henriette Anna Gertraud (* 25. Juli 1851; † 21. Juli 1906 in Bonn) verheiratet mit dem Grevenbroicher Maschinenfabrikbesitzer Hermann Hundhausen. Aus dieser Ehe ging unter anderem der deutsche Dichter Vincenz Hundhausen hervor.

## Auszeichnungen
- 18. Januar 1855 Verleihung des Roten Adlerordens IV. Klasse
- 5. Januar 1858 Ernennung durch den Prinzen von Preußen für den Kreis Grevenbroich zum Schriftführer der Allgemeinen Landesstiftung als Nationaldank
- Verleihung des Titels Justizrat
- 18. April 1876 Verleihung des Roten Adlerordens III. Klasse mit der Schleife[2]

## Ehrungen und Denkmäler

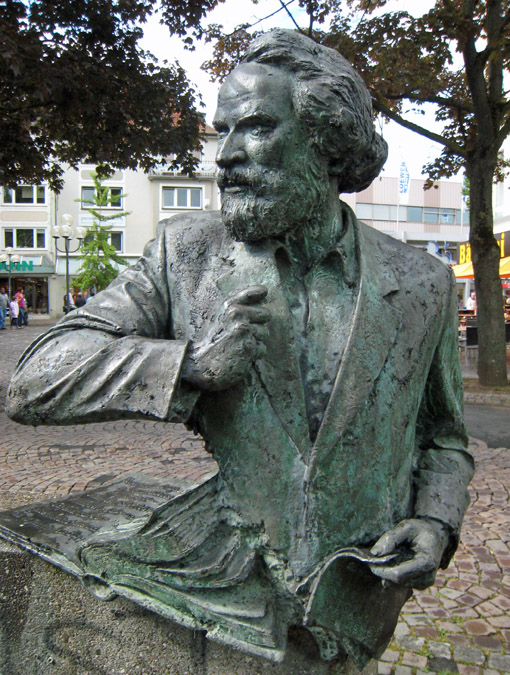
Denkmal für Vinzenz von Zuccalmaglio, genannt Montanus, in der Fußgängerzone von Bergisch Gladbach Stadtmitte

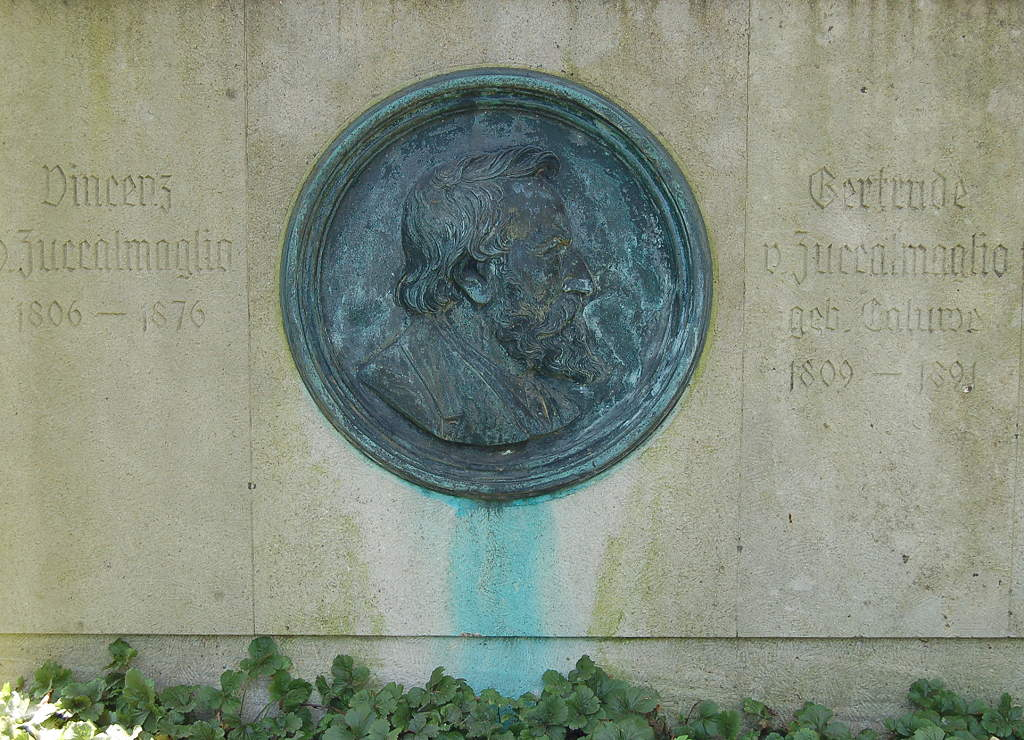
Montanus-Grabstein auf dem Grevenbroicher Friedhof. Porträtmedaillon des Bildhauers Hermann Wittig (1845–1882) aus Rom

- Zum Gedenken an ihn wurden die Montanusstraße in Leverkusen-Wiesdorf[5] und die Montanus-Realschule nach ihm benannt. In Köln-Mülheim gibt es seit 1888 eine Montanusstraße. In Bergisch Gladbach, wo ein Denkmal von ihm in der Fußgängerzone steht, und in Burscheid benannte man ebenfalls eine Montanusstraße und in Remscheid-Lennep den Montanusweg nach ihm. In Grevenbroich erhielt ein Einkaufscenter und eine Straße seinen (Bei-)Namen, außerdem steht hier das Montanusdenkmal. Ebenfalls nach ihm benannt wurden in Hückeswagen die Montanusstraße, die Montanus-Apotheke und die Montanus-Hauptschule. In Solingen-Merscheid trägt der Montanushof den Namen des Schriftstellers.
- Die Vereinigung zur Erhaltung und Pflege heimatlichen Brauchtums e. V. in Bergisch Gladbach verleiht seit 1984 alljährlich die Montanusplakette an verdiente Personen oder Vereine „Für Verdienst um Heimat und Brauchtum“.
- Eine von Ingenieur Diedrich Uhlhorn jun. (1843–1915), seinem Schwiegersohn, 1878 gezüchtete Apfelsorte trägt seither seinen Namen („von Zuccalmaglios Renette“ oder einfach „Zuccalmaglio“).
- Als Montanus-Denkmal in Grevenbroich wird das zur Erinnerung an Zuccalmaglio errichtete Ehrenmal am Montanus-Hof bezeichnet. Bei der Beerdigung von Zuccalmaglio im Jahr 1876 soll der Dichter Emil Rittershaus die Errichtung eines Denkmals für Zuccalmaglio angeregt haben. Die Idee wurde schnell aufgegriffen und alsbald war ein Denkmalkomitee gegründet und die ersten Spenden für die Errichtung des Denkmals gingen ein. Nach fünf Jahren wurde dann nach Entwürfen des Düsseldorfer Architekten Radke das Denkmal für ihn neben seinem Wohnhaus errichtet. Der rund drei Meter hohe Obelisk mit einem Bronzebild Zuccalmaglios, wurde im Zweiten Weltkrieg stark beschädigt. Die Reste wurden auf dem Städtischen Bauhof gelagert, während das Bronzebild auf den Friedhof Grevenbroich-Stadtmitte kam. Das Denkmal, im Volksmund einfach „Montanus-Denkmal“ in Anlehnung an das von Zuccalmaglio bei seinen Schriften verwendete Pseudonym, geriet bald in Vergessenheit, bis 1979 Teile des Obelisken auf der Orkener Müllkippe auftauchten, dort gesichert und abermals auf dem Städtischen Bauhof eingelagert wurden. Später wurde das Denkmal in vereinfachter Form wieder an der alten Stelle neben dem Montanus-Hof aufgestellt.
- Die Stadt Burscheid würdigte Zuccalmaglio mit einer Reliefbüste in der nach ihm benannten Straße in der Innenstadt.

## Schriften
- Die deutschen Volksfeste, Volksbräuche und deutscher Volksglaube in Sagen, Märlein und Volksliedern. 2 Bände. Bädeker, Iserlohn/Elberfeld 1854. (Digitalisat Band 1, Band 2)
- Die Mosel und ihre nächsten Umgebungen von Coblenz bis Trier. Hölscher, Coblenz 1833. (Digitalisat)
- Der Maimorgen, Ein Pfingstgeschenk für Kinder. Hölscher, Coblenz 1834.[6]
- Das Kloster Altenberg im Dhüntale, Geschichte und Beschreibung, Barmen 1836
- Die Vorzeit der Länder Cleve-Mark, Jülich-Berg und Westfalen, Solingen 1836
- Das Kloster Altenberg im Dhüntale und das Mönchswesen, Solingen 1838
- Die Vorzeit der Länder Cleve-Mark, Jülich-Berg und Westfalen, Zweiter Band, Solingen 1839
- Geschichte und Beschreibung der Stadt und des Kreises Mülheim a. R., Zum Vorteil des Kölner Dombaus, Köln 1846. Digitalisierte Ausgabe
- Die deutsche Kokarde. Ein politischer Katechismus fürs deutsche Volk, Köln 1848
- Der neue Eulenspiegel, das ist Leben, Thaten, Meinungen und Profezeihungen des Meister Mathias von Hebborn, ein Volksbuch, Opladen 1849
- Das Kloster Altenberg, Elberfeld 1851
- Die Olumpiade, Solingen 1851
- Der Dhünbach und seine Zukunft, Solingen 1855
- Der Kurfürst in Hückeswagen, oder: Das Maifest, ein Schauspiel in drei Abteilungen, Solingen 1856
- Der Vikar zu Ramrath, der Förderer des Obstbaus am Niederrhein, Köln 1865
- Der Obstbau und die Bepflanzung der Wege und Eisenbahnen, Elberfeld 1868
- Rhingscher Klaaf, Rheinfränkische Lieder und Leuschen von Wilh. v. Waldbrühl nebst einer Zugabe: Stöckelscher von Montanus, Opladen 1869
- Die Helden und Bürger und Bauern am Niederrhein in den letzten sechs Jahren des vorigen Jahrhunderts und unter der Fremdherrschaft, Opladen 1870. Digitalisierte Ausgabe
- Die Vorzeit der Länder Cleve-Mark, Jülich-Berg und Westphalen von Montanus. In wissenschaftlicher Umarbeitung von Wilhelm von Waldbrühl, Erster Band, Elberfeld 1870
- Die Vorzeit, Sagen und Geschichten der Länder Cleve-Mark, Jülich-Berg und Westphalen von Montanus. In wissenschaftlicher Umarbeitung von Wilh. von Waldbrühl und Montanus. Zweiter Band, Elberfeld 1871
- Engelbert der Heilige, Graf von Berg, Erzbischof von Köln und Wiederhersteller der deutschen Reichs-Einheit, Opladen 1875, Digitalisierte Ausgabe
- Ansprache an die katholischen Wehrmänner Deutschlands vor ihrem katholischen Kameraden. - Grevenbroich : Bochum, 1874. Digitalisierte Ausgabe
- Das Hirschfest in Bensberg Anno 1700, Bergisch Gladbach 1876
- Geschichte der deutschen Bauern und der Landwirtschaft von der Urzeit bis heute, Bonn 1876. Digitalisierte Ausgabe
- Die Ehe und das Ehe-Güterrecht / Vinzenz von Zuccalmaglio. - Grevenbroich : Bochum, 1876. Digitalisierte Ausgabe
- Die heiligen Drei Könige und die h. Ursula mit ihren 11.000 Jungfrauen, Köln 1878
- Kleinere Schriften von Vinzenz von Zuccalmaglio, zusammengestellt bei Gelegenheit der Enthüllung seines Denkmals am 26. Mai 1881 in Grevenbroich, Bonn 1881. Digitalisierte Ausgabe
- Der Bergische Eulenspiegel, Leben, Taten und Meinungen des Meisters Tobias von Hebborn, Ein Volksbuch von Montanus, neu bearbeitet von Walther Schulte vom Brühl, Elberfeld 1908
- Rückblicke und Bekenntnisse, Aufzeichnungen aus Vinzenz von Zuccalmaglios Nachlass, im Selbstverlag des Instrumental-Vereins Burscheid 1927
- Hermann der Cherusker : ein Vortrag / v. Vinzenz von Zuccalmaglio. - [Grevenbroich] : [Bochum], [1876]. Digitalisierte Ausgabe der Universitäts- und Landesbibliothek Düsseldorf